# Gymnogobius zhoushanensis
Gymnogobius zhoushanensis es una especie de peces de la familia de los Gobiidae en el orden de los Perciformes.

## Hábitat
Es un pez de clima templado y pelágico.

## Distribución geográfica
Se encuentran en Asia: la China. 

## Observaciones
Es inofensivo para los humanos. 